# Beret (cantante)
Beret, pseudonimo di Francisco Javier Álvarez Beret (Siviglia, 2 luglio 1996), è un rapper e cantante spagnolo di hip hop e reggae.

## Biografia
Interessato alla musica sin dall'infanzia, cominciò a pubblicare le registrazioni dei suoi singoli su internet. Le sue visualizzazioni fecero che potesse registrare dischi e dare trattative. Inoltre, ha collaborato con musicisti come Ambkor o SFDK.

## Discografia

### Album in studio
- 2019 – Prisma
- 2022 – Resilencia

### EP
- 2015 – Efímero
- 2015 – Vértigo
- 2016 – Ápices
- 2016 – Inéditos
- 2016 – Temas inéditos 2

### Singoli
- 2018 – Lo siento
- 2018 – Te echo de menos
- 2019 – Si por mi fuera
- 2020 – Sueño (con Pablo Alborán)
- 2020 – Desde cero (con Melendi)
- 2021 – Porfa no te vayas (con i Morat)
- 2022 – El día menos pensado
- 2022 – Diablo (con Estopa)
- 2022 – Beso robado
- 2023 – Superhéroes (con Mr. Rain)